# Eleutherodactylus acmonis
Eleutherodactylus acmonis es una especie de rana de la familia Eleutherodactylidae.
Es endémica del este de Cuba. Su hábitat natural son los bosques húmedos subtropicales o tropicales de tierras bajas y bosques húmedos tropicales o subtropicales de montaña. Está amenazada por pérdida de hábitat.